# Frank London Brown
Frank London Brown (* 7. Oktober 1927 in Kansas City, Missouri; † 12. März 1962 in Chicago, Illinois) war ein afroamerikanischer Schriftsteller. Bekannt wurde er vor allem mit seinem Roman Trumbull Park (1959). Basierend auf eigenen Erfahrungen schildert er darin die Situation afroamerikanischer Familien, die 1953/54 in die bis dahin nur von Weißen bewohnte Siedlung Trumbull Park Homes in Chicago gezogen sind. Diese ersten Versuche einer Rassenintegration lösten die rassistisch motivierten Trumbull Park Homes Race Riots aus, die den Hintergrund des Romans bilden. Obwohl Browns Werk auch infolge seines frühen Todes in Vergessenheit geriet, gilt er als wichtige Stimme der Chicago Black Renaissance.

## Leben
Brown war das älteste von drei Kindern. Aufgrund der Rassendiskriminierung in den amerikanischen Südstaaten zog seine Familie 1939 nach Illinois, wo sie sich in den Slums der South Side von Chicago niederließ. Hier besuchte Brown zunächst die Colman Elementary School und anschließend die DuSable High School, die erste Highschool für Afroamerikaner in Chicago. Nach seinem Schulabschluss 1945 begann Brown ein Studium an der Wilberforce University in Ohio. Im Januar 1946 trat er in die U.S. Army ein, in der er in einer Band sang.
Ende 1947 heiratete Brown und nutzte die GI Bill, um weiter zu studieren. Er besuchte die Roosevelt University und verdiente den Lebensunterhalt für sich und seine Familie mit verschiedenen Gelegenheitsjobs. 1951 erwarb er seinen B.A. Bis 1954 studierte er Recht am Kent College in Chicago. Er war als Autor tätig, nahm Gelegenheitsarbeiten wahr, war Maschinist, Handelsvertreter, Barmixer, Verwaltungsangestellter, Jazzsänger und als Gewerkschafter für die United Packinghouse Workers of America und andere Gewerkschaften als Organisator tätig. An der University of Chicago erwarb Brown 1960 einen M.A. und begann mit einer politikwissenschaftlichen Doktorarbeit. Nach dem Erscheinen seines Romans Trumbull Park (1959) wurde er als Mitglied in das Committee on Social Thought der University of Chicago unter John U. Nef aufgenommen. Auch leitete er das gewerkschaftliche Union Research Center der Universität. Im Sommer 1961 wurde bei ihm Leukämie diagnostiziert, an der er weniger als ein Jahr später starb.

## Werk
Brown wurde durch seine Zeit in der South Side von Chicago geprägt. Seine High School verfügte über ein breit gefächertes Musikangebot, und Brown hörte Schallplatten von Jazzmusikern wie Dizzy Gillespie, Thelonious Monk, Charlie Parker, Muddy Waters und Joe Williams. Während seines Studiums schrieb er Kurzgeschichten, die er auch zu Jazzmusik im Gate-of-Horn-Musikclub vortrug. Außerdem schrieb er für die Chicago Sun-Times, die Chicago Tribune und den Chicago Defender. Ab November 1958 arbeitete er für das Magazin Ebony
Eine frühe Veröffentlichung war Browns Kurzgeschichte Night March (1957), die sich mit Lynchjustiz und afroamerikanischer Solidarität im Süden beschäftigt. Bekannt wurde sein Porträt des Jazzpianisten Thelonious Monk, das er 1958 unter dem Titel More Man than Myth in der Zeitschrift Down Beat veröffentlichte. Ein Interview mit der Sängerin Mahalia Jackson (Mahalia the Great) erschien 1959 in Ebony.
Browns erster Roman, Trumbull Park (1959) schilderte das Schicksal einer afroamerikanischen Familie, die aus den Slums in die bis dahin ausschließlich von Weißen bewohnte Mustersiedlung Trumbull Park Homes zieht. Dass afroamerikanische Familien nach Trumbull Park ziehen durften, löste 1953 und 1954 rassistisch motivierte Unruhen aus und sorgte bis in die 1960er Jahre für anhaltende Spannungen, sodass die schwarzen Familien dauernden Polizeischutzes bedurften. Brown, der mit seiner Frau und drei Töchtern selbst von 1954 bis 1957 in Trumbull Park gelebt hatte, verarbeitete eigene Erfahrungen und setzte sich für politischen Aktivismus im legalen Rahmen ein. Der von Richard Wright beeinflusste realistische Roman in der Tradition Theodore Dreisers und Upton Sinclairs fand seinerzeit literarische Anerkennung, verkaufte sich mehr als 25.000 Mal und machte Brown zu einem wichtigen Autor der frühen Bürgerrechtsbewegung. Langfristig wurde der Roman aber nicht wahrgenommen. Die Literaturwissenschaftlerin Mary Helen Washington würdigte ihn 1999 als einen Versuch, die Charaktere als Teil einer Gemeinschaft darzustellen. Auch werde der politische Aktivismus der Frauen in den Mittelpunkt gerückt. Mit seiner Betonung der Gemeinschaft fordere der Roman die seinerzeit dominierende Ästhetik des Individualismus heraus, wie sie sich in Ralph Ellisons kanonischem Roman Invisible Man ausdrücke.
Im Jahr 1959 veröffentlichte Brown drei Kurzgeschichten in verschiedenen Zeitschriften und kurz vor seinem Tod noch die Kurzgeschichten McDougal (1961; 1964 als The Whole Truth) und A Matter of Time (1962). Posthum erschienen der Essay An Unaccountable Happiness (1962) und die Erzählungen Singing Dinah's Song (1963) und The Ancient Book (1964). Als zweiter Roman wurde 1969 The Myth Maker veröffentlicht, ein Text, den Brown 1960 als Arbeit für seinen M.A. an der University of Chicago eingereicht hatte. Ähnlich wie Fjodor Dostojewski in seinem Roman Schuld und Sühne, skizziert Brown Selbsthass als Ursache moralischer Degeneration und Verbrechen, indem er das Schicksal seines Protagonisten, Ernest Day, verfolgt, der einen ihm fremden alten Mann ermordet.
Brown gilt als wichtiger Autor der Black Chicago Renaissance, dessen früher Tod eine weitere Bekanntheit verhindert habe. Im Oktober 1998 wurde er in die National Literary Hall of Fame for Writes of African Descent aufgenommen. Die Northeastern University Press veröffentlichte 2005 eine wissenschaftliche Ausgabe von Trumbull Park mit einem Vorwort von Mary Helen Washington.

## Werke
- Trumbull Park. A novel. Regnery, Chicago 1959; Northeastern University Press, Boston, Mass. 2005, ISBN 978-1-55553-628-2.
  - deutsch von Maria Dessauer: Trumbull Park. Josef Knecht, Frankfurt/M. 1961.
    - Chicago Blues. Roman. Die Buchgemeinde, Wien 1964.
    - Chicago Blues. Roman. Verl. Volk u. Welt, Berlin 1964.
    - Neger unerwünscht. Roman um den Rassenkonflikt in Amerika = Trumbull park. Schweizer Volks-Buchgemeinde, Luzern 1965.
- Short stories. 2. Auflage. Frank London Brown Historical Association, Chicago 1969.
- The myth maker. A novel. Path Press, Chicago 1969.

### In Anthologien
- Ulli Beier (Hrsg.): Black Orpheus. An anthology of new African and Afro-American stories. 1. Auflage. McGraw-Hill Book Company, New York 1965.
- Langston Hughes (Hrsg.): The best short stories by Negro writers. An anthology from 1899 to the present. 1. Auflage. Little, Brown and Company, Boston 1967.
- Wayne Charles Miller (Hrsg.): A gathering of ghetto writers: Irish, Italian, Jewish, Black, and Puerto Rican. New York University Press, New York 1972, ISBN 978-0-8147-5358-3.
- John Henrik Clarke (Hrsg.): Black American short stories. One hundred years of the best. Hill and Wang, New York 1993.
- Sascha Feinstein und David Rife (Hrsg.): The jazz fiction anthology. Indiana University Press, Bloomington 2009, ISBN 0-253-22137-4.